# Dieter Grünewald
Dieter Grünewald (* 27. April 1957 in St. Wendel) war Staatssekretär (Bündnis 90/Die Grünen) im Ministerium für Umwelt, Energie und Verkehr des Saarlandes.

## Ausbildung
Nach seinem Abitur absolvierte Grünewald 1978–1991 einen Diplom-Studiengang im Fach Geographie mit dem Nebenfach Volkswirtschaft. Seine Diplomarbeit verfasste er zum Thema „Hafen Saarlouis-Dillingen“. Danach besuchte er von 1992 bis 1993 die Deutsche Angestellten-Akademie (DAA) in Saarbrücken und legte sein Examen als Verkehrsplaner ab. Von 1997 bis 1998 bildete sich Grünewald weiter im Bereich der Unternehmensführung im Rahmen einer Schulung an der Industrie- und Handelskammer des Saarlandes (IHK). Dort legte er 1998 erfolgreich sein Examen ab zu dem Themenkreis „Führung eines Unternehmens im Straßenpersonenverkehr des nationalen und internationalen Verkehrs“.
Dieter Grünewald lebt in Saarbrücken. Er ist verheiratet und hat zwei Kinder.

## Beruflicher Werdegang
Ab 1980 war Grünewald wissenschaftlicher Mitarbeiter in den saarländischen Landesprojekten „Luftbildauswertung“, „Luftbildarchiv“, „Inventarisierung erhaltenswerter Bausubstanz im ländlichen Raum“ und „Nachfolgenutzung auf aufgelassenen Montanindustrieflächen im Saarland und Lothringen“. Von 1986 bis 1989 war er wissenschaftlicher Mitarbeiter der Bundestagsabgeordneten Erika Trenz in der Fraktion der Grünen. Danach arbeitete er zwei Jahre in der Stadtverwaltung der Kreisstadt Neunkirchen (Saar) im Bereich Stadtentwicklung. 
1993 wechselte er zur Verkehrsverbundgesellschaft Saar mbH VGS, danach im Jahr 2000 zur RSW Regionalbus Saar-Westpfalz GmbH, deren Geschäftsführer er im Jahr 2003 wurde. 2004 wurde er zum Geschäftsführer des Westpfalz-Verkehrsverbundes WVV ernannt, 2005 folgte seine Ernennung zum Geschäftsführer der SNS GmbH Unternehmensverbundgesellschaft Saarland. 2006 erfolgte ein Zusammenschluss von saarländischen und westpfälzischen Verkehrsverbunden zur  Unternehmensverbundgesellschaft Westpfalz UVW, deren Geschäftsführung Grünewald bis 2009 übernahm. Zusätzlich leitete er im gleichen Zeitraum die Fahrzeugservicegesellschaft Neunkirchen FSN.
Im November 2009 wurde Grünewald zum Staatssekretär im Ministerium für Umwelt, Energie und Verkehr des Saarlandes unter Ministerin Simone Peter ernannt.